# 刈谷市総合運動公園多目的グラウンド
刈谷市総合運動公園多目的グラウンド（かりやしそうごううんどうこうえん　たもくてきぐらうんど）は、愛知県刈谷市の刈谷市総合運動公園内にある陸上競技場である。愛称はウェーブスタジアム刈谷。愛知県では刈谷市が最もサッカーが盛んな地域とされ、本スタジアムはその中心的なスタジアムとされている。

## 歴史
1993年（平成5年）に球技専用グラウンドとして開場し、1994年（平成6年）にはわかしゃち国体のサッカー競技の会場となった。1999年（平成11年）に全面改修が行われ、日本陸連公認第3種トラックを設置した陸上競技場となった。
2007年（平成19年）4月1日、ウェーブスタジアム刈谷という愛称が付けられた。同時に指定管理者制度が導入され、コナミの関連会社であるコナミスポーツと西三河エリアワングループが指定管理者に選ばれた。同グループは同公園のスポーツ施設のうち、補助グラウンドのグリーングラウンド刈谷と体育館のウィングアリーナ刈谷も管理する。
2011年（平成23年）8月20日には名古屋市の瑞穂陸上競技場で名古屋グランパス対ベガルタ仙台が開催され、8月24日には磐田市でジュビロ磐田対ベガルタ仙台が開催された。ベガルタ仙台にとっては東海地方でのアウェー連戦となったため、調整のためのミニキャンプで刈谷市総合運動公園多目的グラウンドを使用した。

## 利用
天皇杯愛知県代表を決める愛知県サッカー選手権大会や、天皇杯全国大会の1回戦・2回戦、陸上競技は全日本大学駅伝や全日本大学女子駅伝の東海地区の選考会、県高校総体や中学通信陸上などで使用される。
デンソーサッカー部や、デンソーを継承したFC刈谷のホームスタジアムとしても使われている。2004年度はスタジアムの座席増築工事が行われている関係で、このスタジアムでの公式戦は行われず、愛知県内各地を転戦して行った。
近隣の刈谷市立雁が音中学校の体育大会や、地域の運動会などでも利用される。

### 基礎データ
- 施設設置者および2007年3月31日までの管理者は、刈谷市。
- 日本陸上競技連盟第3種公認
- トラック：400m×8レーン
- フィールド：108m×70m（天然芝）
- 収容人員：4,002人
  - メインスタンド：座席 2,602人（うち車椅子用スペース 16席）、バック・コーナースタンド：芝生席 1,400人
- 面積：24,811m2
- 設備
  - 大型映像装置付き電光掲示板（2014年までは磁気反転型電光掲示板だったが老朽化のため撤去、大型ビジョンに変更）[1]
  - ナイター照明設備8基
  - 放送席（1ブロックの中に2部屋完備）

### 備考
- 増築前（2004年まで）は、収容人員が3000人だった。
- 隣接してサブグラウンド（球技専用）がある。

## 周辺
- 逢妻川

## 交通手段

### 自動車
- 国道23号（知立バイパス）
  - 名古屋方面からは一ツ木インターチェンジ下車
  - 安城方面からは上重原インターチェンジ下車。

### 鉄道
- 名鉄名古屋本線 富士松駅下車、徒歩で約15分又は下記のバスに乗り換え。
- JR東海道本線・名鉄三河線 刈谷駅下車、徒歩で約60分又は下記のバスに乗り換え。

### バス
- 刈谷市公共施設連絡バス（西境線・東境線・一ツ木線） 総合運動公園停留所下車。
- 名鉄バス刈谷・愛教大線 刈谷総合運動公園停留所下車。